# Sälhällar
Sälhällar är skär i Åland (Finland). De ligger i den sydvästra delen av landskapet, 16 km väster om huvudstaden Mariehamn.
Terrängen runt Sälhällar är platt. Havet är nära Sälhällar åt sydväst. Närmaste större samhälle är Mariehamn, 16,1 km öster om Sälhällar. 